# Gino Martinelli
Gino Martinelli (ur. 3 września 1897 w São Paulo, zm. ?) – piłkarz brazylijski grający na pozycji napastnika.

## Kariera klubowa
Gino Martinelli był zawodnikiem w Palestra Itália. Z Palestra Itália zdobył mistrzostwo São Paulo – Campeonato Paulista w 1920.

## Kariera reprezentacyjna
W reprezentacji Brazylii Gino Martinelli zadebiutował 29 października 1922 w towarzyskim meczu z Paragwajem w São Paulo. Był to jego jedyny występ w barwach Canarinhos.